# Tibro kommun
Tibro kommun är en kommun i Västra Götalands län, i före detta Skaraborgs län. Centralort är Tibro.
I västra delen av kommunen är den flacka berggrundsytan täckt av uppodlade ler-, sand- och mojordar varigenom Tidan rinner i nord–sydlig riktning. Barrskogsklädd morän dominerar den mer kuperade östra delen av Tibro och där ligger kommunens största sjö Örlen. Öster om Örlen finns flera exempel på ålderdomligt jordbrukslandskap. Möbelindustrin har en stark tradition i kommunen med anor från 1850-talet och under 1950- och 60-talen upplevde branschen en väldig expansion. I början av 2020-talet fanns också en växande service- och tjänstenäring. 
Sedan kommunen bildades 1971 har invånarantalet legat relativt stabilt mellan 10 191 och 11 297 invånare. Socialdemokraterna har varit största parti i samtliga val. Mandatperioden 2023–2026 styr partiet i minoritet med Centerpartiet och Liberalerna.

## Administrativ historik
Kommunens område motsvarar socknarna: Kyrkefalla och Ransberg. I dessa socknar bildades vid kommunreformen 1862 landskommuner med motsvarande namn.
Tibro municipalsamhälle inrättades i Kyrkefalla landskommun 20 oktober 1923 och upplöstes 1947 när Tibro köping bildades genom en ombildning av landskommunen. 
Vid kommunreformen 1952 uppgick Ransbergs landskommun i Mölltorps landskommun.
Tibro kommun bildades vid kommunreformen 1971 av Tibro köping och en del ur den då upplösta Mölltorps landskommun (Ransbergs församling).
Kommunen ingick från bildandet till 2009 i Skövde domsaga och kommunen ingår sedan 2009 i Skaraborgs domsaga.

## Geografi
Kommunen är belägen i de östra delarna av landskapet Västergötland. Tibro kommun gränsar i norr till Töreboda kommun, i öster till Karlsborgs kommun, i sydöst till Hjo kommun och i väster till Skövde kommun, alla i före detta Skaraborgs län. Ån Tidan rinner från söder mot norr, delvis som gräns mot Skövde kommun.

### Topografi och hydrografi
Granit och gnejsgranit utgör berggrunden i området. I västra delen av kommunen är den  flacka berggrundsytan täckt av uppodlade lerjordar i sydväst och sand- och mojordar i nordväst. Genom västra delen rinner Tidan i nord–sydlig riktning, vilken delvis omges av fuktängar söder om tätorten Tibro. Barrskogsklädd morän dominerar den mer kuperade östra delen av Tibro och där ligger kommunens största sjö Örlen. Öster om Örlen finns flera exempel på ålderdomligt jordbrukslandskap. Ett stråk av randmoränryggar, deltan och rullstensåsar, tillhörande mellansvenska ändmoränerna går genom Tibro i öst–västlig riktning.
Nedan presenteras andelen av den totala ytan 2020 i kommunen jämfört med riket.
|  | Bebyggelse (7,7 %) |

|  | Skog (58,7 %) |

|  | Öppen myrmark (1,6 %) |

|  | Jordbruksmark (25,3 %) |

|  | Övrig mark (6,6 %) |

|  | Bebyggelse (3,1 %) |

|  | Skog (68,0 %) |

|  | Öppen myrmark (7,2 %) |

|  | Jordbruksmark (7,4 %) |

|  | Övrig mark (14,3 %) |

### Naturskydd
Naturvårdsarbetet i Tibro har under 2000-talet inriktats på att driva projekt "i syfte att kartlägga den rika flora och fauna som finns i kommunen samt att fastställa eventuella behov av skydd för områdena".
År 2022 fanns två naturreservat i Tibro kommun: Ruderskogen och Lerstugesjön.

### Administrativ indelning
Fram till 2016 var kommunen för befolkningsrapportering indelad i två församlingar: Ransbergs församling och Tibro församling.

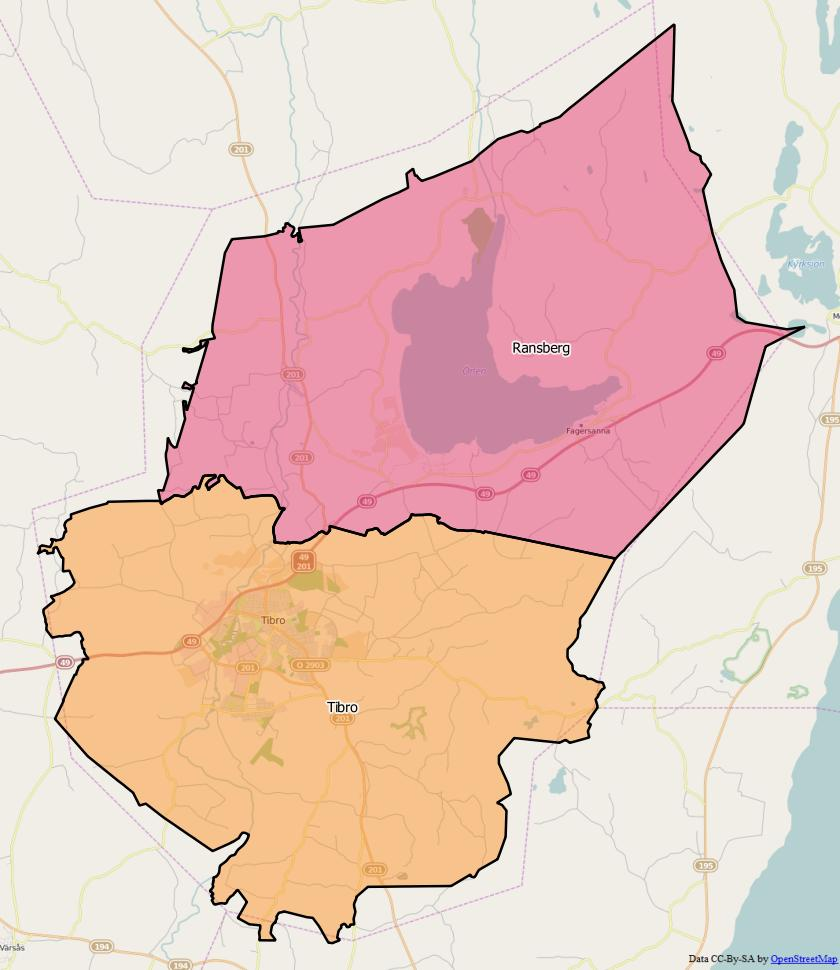
Distrikt inom Tibro kommun

Från 2016 indelas kommunen istället i två distrikt Ransberg och Tibro.
År 2015 fanns fortfarande samma församlingar som vid årsskiftet 1999/2000, vilket distriktsindelningen är baserad på.

### Tätorter
År 2020 bodde 84,3 procent av kommunens invånare i någon av kommunens tätorter, vilket var lägre än motsvarande siffra för riket där genomsnittet var 87,6 procent. Vid Statistiska centralbyråns tätortsavgränsning 2020 fanns det tre tätorter i Tibro kommun:
I tabellen presenteras tätorterna i storleksordning för 2020. Centralorten är i fet stil.
| Nr | Tätort     | Befolkning |
| -- | ---------- | ---------- |
| 1  | Tibro      | 8 614      |
| 2  | Fagersanna | 683        |
| 3  | Bråbacka   | 227        |

## Styre och politik

### Styre
Mandatperioden 2010–2014 styrdes kommunen av Alliansen, vilka samlade 20 av 35 mandat i kommunfullmäktige.
Efter valet 2014 gjordes ett samverkansstyre mellan Centerpartiet, Miljöpartiet, Socialdemokraterna och Vänsterpartiet. Partierna samlade en majoritet av mandaten och syftet var att utestänga Sverigedemokraterna från inflytande. Till posten som kommunalråd valdes socialdemokraten Rolf Eriksson, som fortsatte som kommunalråd efter valet 2018. Då tillträdde ett nytt majoritetsstyre bestående av Centerpartiet, Liberalerna och Socialdemokraterna. Partierna fortsatte samarbetet i minoritet efter valet 2022.

### Kommunfullmäktige

#### Presidium
| Presidium 2022–2026    | Presidium 2022–2026 | Presidium 2022–2026  |
| ---------------------- | ------------------- | -------------------- |
| Ordförande             | L                   | Ann Ohlsson          |
| Förste vice ordförande | M                   | Hampus Borg          |
| Andre vice ordförande  | S                   | Anne-Marie Wahlström |

#### Mandatfördelning 1970–2022
|  | 15 | 9 | 6 |  | 3 |

| 32 |

|  | 14 | 10 | 5 | 2 | 3 |

| 28 | 7 |

|  | 13 | 11 | 6 |  | 3 |

| 27 | 8 |

| 2 | 16 | 9 | 7 | 2 | 5 |

| 29 | 12 |

| 2 | 18 | 8 | 5 | 2 | 6 |

| 28 | 13 |

| 18 |  | 6 | 10 |  | 5 |

| 31 | 10 |

| 17 | 2 | 6 | 10 | 2 | 4 |

| 30 | 11 |

| 14 |  |  | 5 | 10 | 4 | 6 |

| 33 | 8 |

| 15 | 4 | 10 | 2 | 4 |

| 25 | 10 |

| 3 | 13 | 3 | 7 | 4 | 5 |

| 21 | 14 |

| 2 | 13 | 3 | 9 | 4 | 4 |

| 19 | 16 |

|  | 13 | 4 | 8 | 3 | 6 |

| 18 | 17 |

|  | 13 |  | 3 | 7 | 4 | 6 |

| 20 | 15 |

|  | 14 |  | 4 | 3 | 5 | 3 | 4 |

| 20 | 15 |

|  | 11 | 7 | 3 | 4 | 3 | 6 |

| 22 | 13 |

|  | 11 | 8 | 3 | 3 | 3 | 6 |

| 19 | 16 |

### Nämnder

#### Kommunstyrelse
| Presidium 2022–2026 | Presidium 2022–2026 | Presidium 2022–2026 |
| ------------------- | ------------------- | ------------------- |
| Ordförande          | S                   | Jan Hanna           |
| Vice ordförande     | SD                  | Åse Nicklasson      |

#### Övriga nämnder
| Nämnder 2022–2026            | Ordförande | Ordförande             | Vice ordförande | Vice ordförande    |
| ---------------------------- | ---------- | ---------------------- | --------------- | ------------------ |
| Barn- och utbildningsnämnden | L          | Alda Danial            | KD              | Sara Holm          |
| Byggnads- och trafiknämnden  | S          | Per Gren               | M               | Malena Lundberg    |
| Kultur- och fritidsnämnden   | L          | Torbjörn Andersson     | M               | Mathias Kyller     |
| Samhällsbyggnadsnämnden      | S          | Rolf Eriksson          | M               | Per-Olof Andersson |
| Socialnämnden                | S          | Anna Camilla Andersson | KD              | Maria Maric        |
| Valnämnden                   | S          | Karina Gren            | M               | Daniel Tarkka      |

## Ekonomi och infrastruktur

### Näringsliv
Möbelindustrin har en stark tradition i kommunen med anor från 1850-talet och under 1950- och 60-talen upplevde branschen  en väldig expansion. Trots att många företag lagts ner eller förändrats hade möbelindustrin i början av 2020-talet fortfarande stor betydelse. Bland möbelindustrier märks Mio AB och SA Möbler AB. Utöver möbelindustrin fanns också en växande service- och tjänstenäring.

### Infrastruktur

#### Transporter
Från sydväst mot nordöst genomkorsas kommunen av riksväg 49 och av länsväg 201 från norr till söder.

## Befolkning

### Demografi

#### Befolkningsutveckling
Kommunen har 11 338 invånare (31 december 2024), vilket placerar den på 200:e plats avseende folkmängd bland Sveriges kommuner.
| Befolkningsutvecklingen i Tibro kommun 1970–2020 | Befolkningsutvecklingen i Tibro kommun 1970–2020 | Befolkningsutvecklingen i Tibro kommun 1970–2020 | Befolkningsutvecklingen i Tibro kommun 1970–2020 | Befolkningsutvecklingen i Tibro kommun 1970–2020 |
| ------------------------------------------------ | ------------------------------------------------ | ------------------------------------------------ | ------------------------------------------------ | ------------------------------------------------ |
|                                                  |                                                  |                                                  |                                                  |                                                  |
| År                                               |                                                  |                                                  | Folkmängd                                        |                                                  |
| 1970                                             | 1970                                             |                                                  | 10 191                                           |                                                  |
| 1975                                             | 1975                                             |                                                  | 10 997                                           |                                                  |
| 1980                                             | 1980                                             |                                                  | 11 214                                           |                                                  |
| 1985                                             | 1985                                             |                                                  | 11 111                                           |                                                  |
| 1990                                             | 1990                                             |                                                  | 11 188                                           |                                                  |
| 1995                                             | 1995                                             |                                                  | 11 218                                           |                                                  |
| 2000                                             | 2000                                             |                                                  | 10 576                                           |                                                  |
| 2005                                             | 2005                                             |                                                  | 10 581                                           |                                                  |
| 2010                                             | 2010                                             |                                                  | 10 560                                           |                                                  |
| 2015                                             | 2015                                             |                                                  | 10 980                                           |                                                  |
| 2020                                             | 2020                                             |                                                  | 11 297                                           |                                                  |

## Kultur

### Kulturarv
Ett av kommunens kulturarv är Brittgården, ett modernistiskt bostadsområde som växte fram åren 1959–1969. Västra Götalandsregionen beskriver bebyggelsen som "Djärv arkitektur med asymmetri och ovanliga material- och färgval". Vid ån Tidan ligger en av Skaraborgs äldsta gårdar, Åreberg. Området finns omnämnt redan på 1200-talet och i början av 1700-talet inleddes gårdens bruksepok då stångjärnsmide startades. Senare utökades verksamheten  manufaktursmid och under 1800-talets första decennier återuppbyggdes en förfallen kvarn. Förutom att kvarnen återuppbyggdes tillkom också ett brännvinsbränneri och ett oljeslageri. Dessutom byggdes nuvarande huvudbyggnad och en vattendriven såg. År 1880 ersattes den vattendrivna sågen av en turbindriven ramsåg med kantverk. I takt med industrialismens framväxt kom verksamheterna på Åreberg att påverkas och  1880 lades stångjärnssmidet ner och framåt 1910-talet hade de flesta ursprungliga verksamheterna lagts ner. I början av 2020-talet utgörs verksamheten av elproduktion i kombination med jordbruk.

### Kommunvapen
Blasonering: I rött fält en likbent vinkelhake med spetsen uppåt och därunder en stolpvis ställd timmeryxa, båda av guld.
Vapnet fastställdes för den dåvarande köpingen Tibro 1950. Det registrerades för kommunen 1990. Yxan är hämtad från ett häradssigill och vinkelhaken symboliserar möbelindustrin i tätorten.